# عنبر دماع
العنبر الدَّمَّاع أو المَيْعةُ السّائلة أو لِيْكِيْدَنْبَار (الاسم العلمي: Liquidambar)، جنس أشجار مُزهرة من فصيلة ألتنيغيات (سمية الفصيلة على الحاكم العام لجزر الهند الشرقية الهولندية، وليم أرنولد ألتينغ †1800) وهو الجنس الوحيد في الفصيلة، أنواعها 15.

## معرض صور

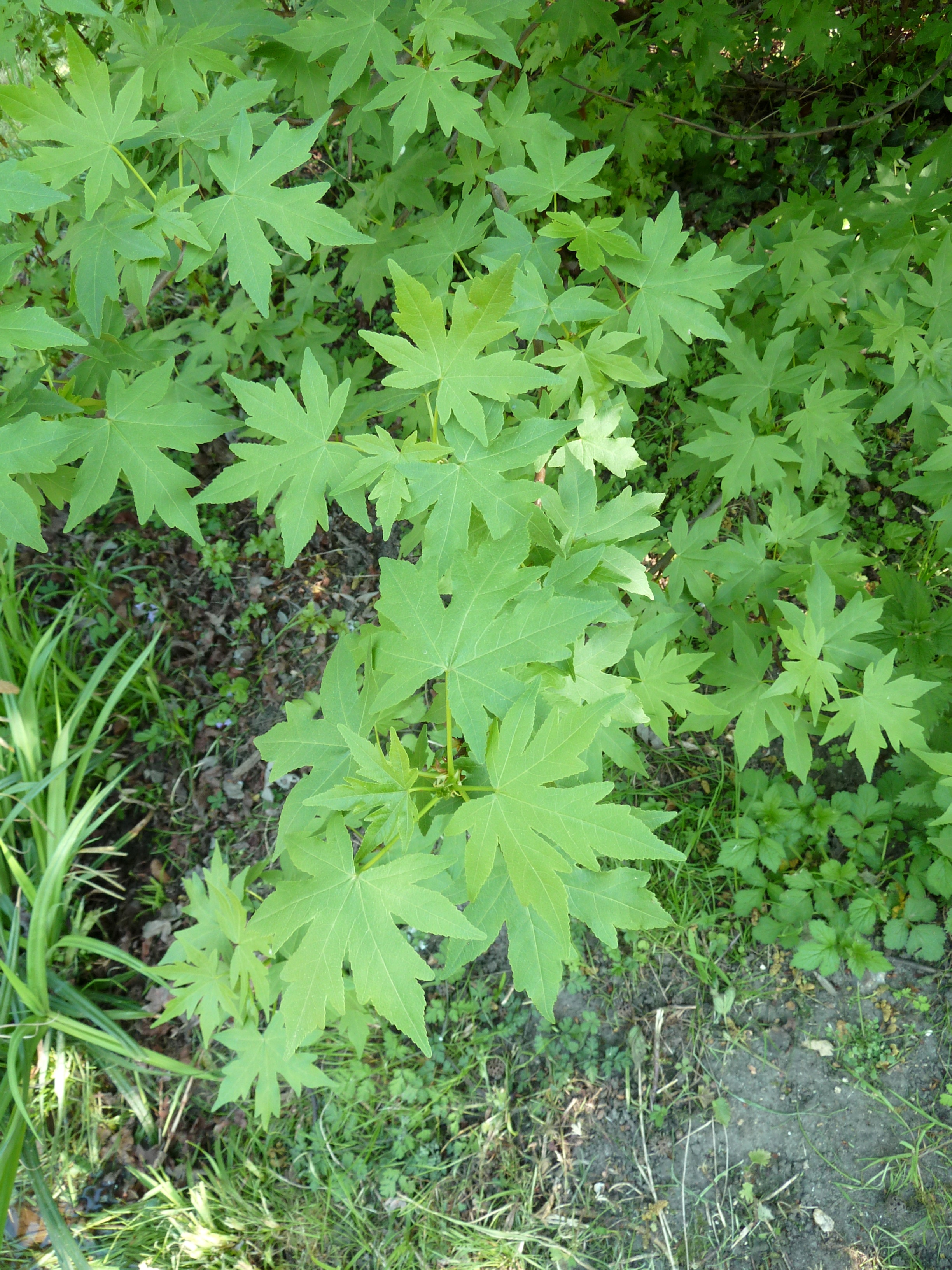
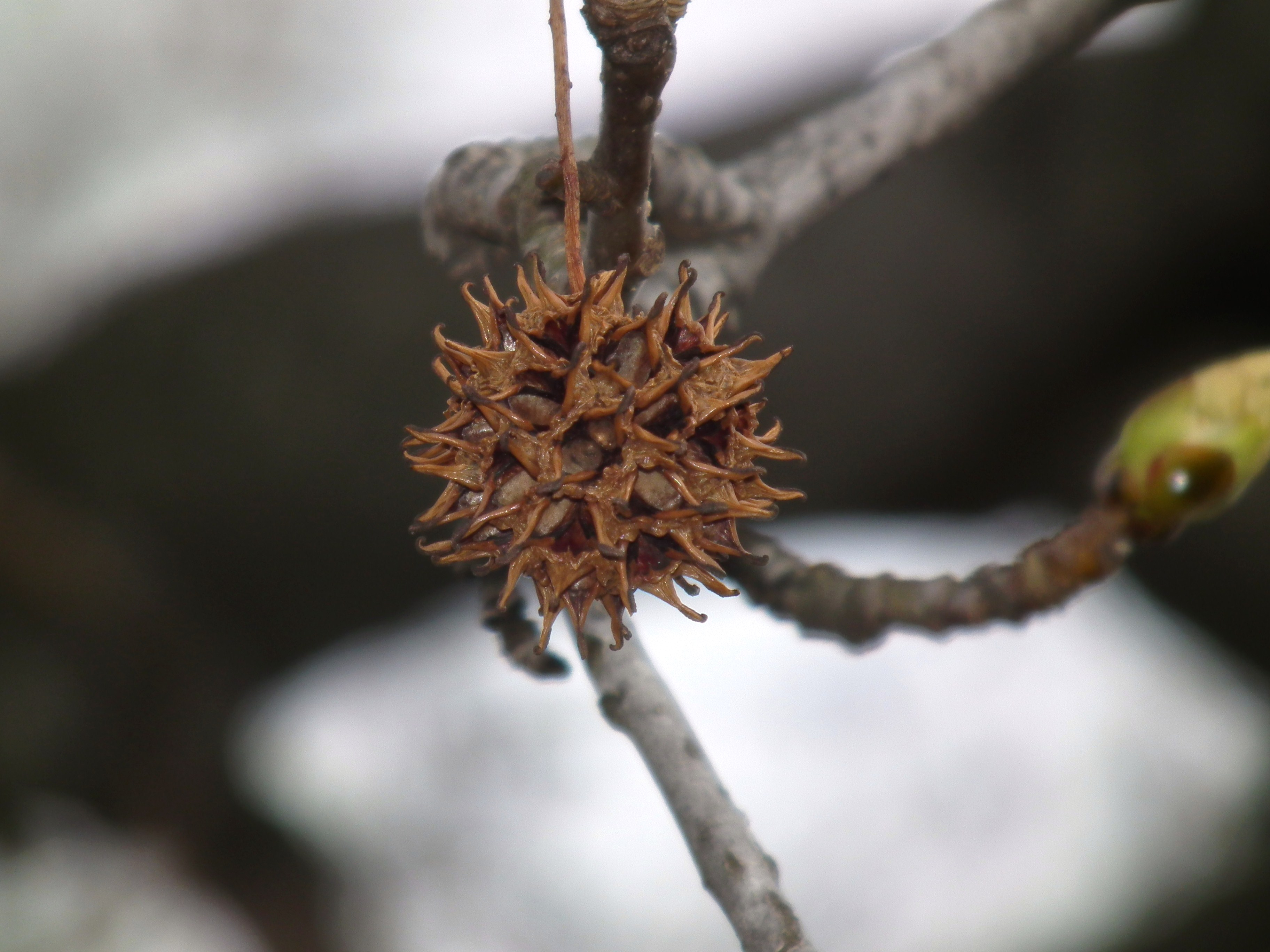
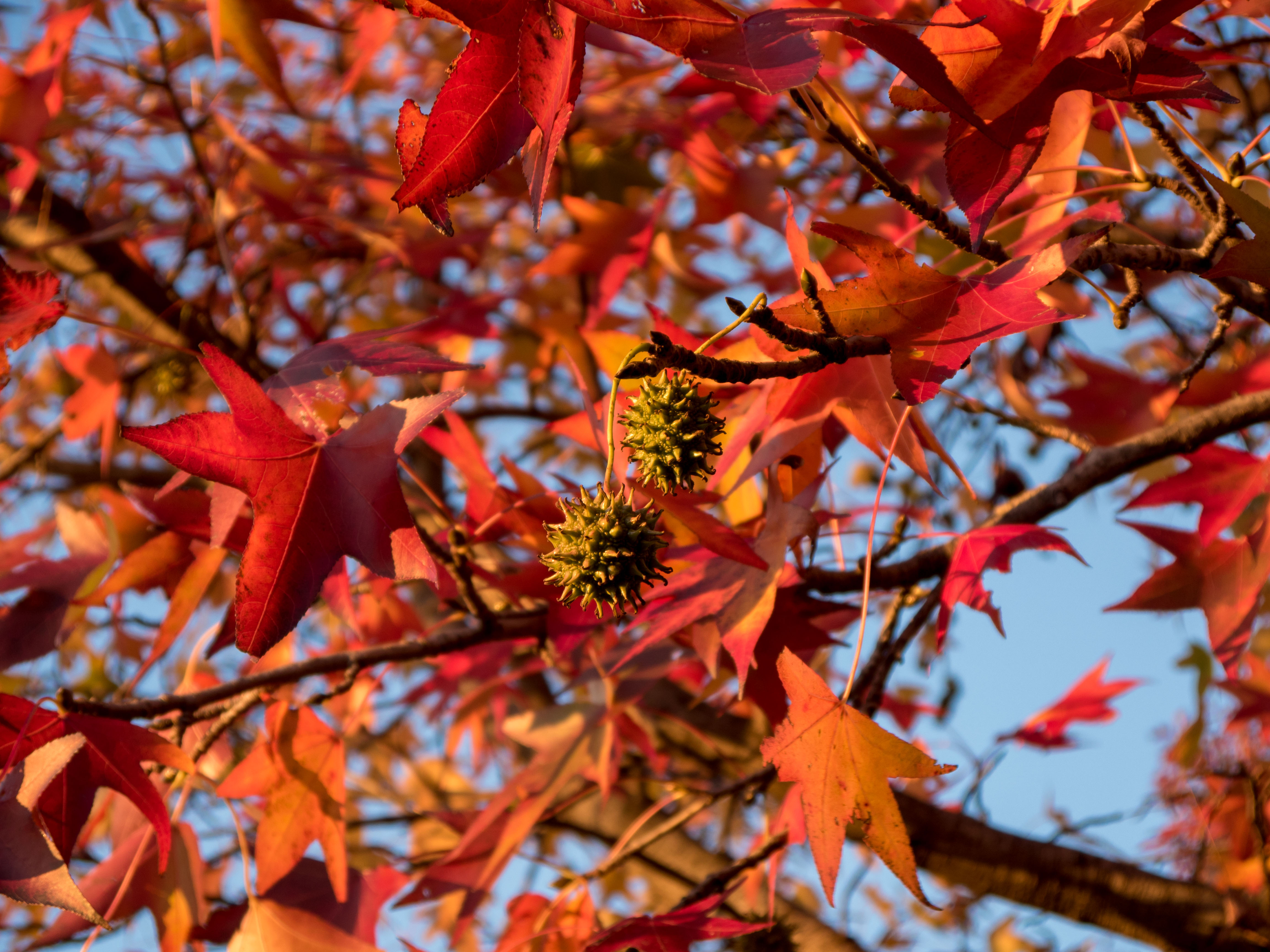
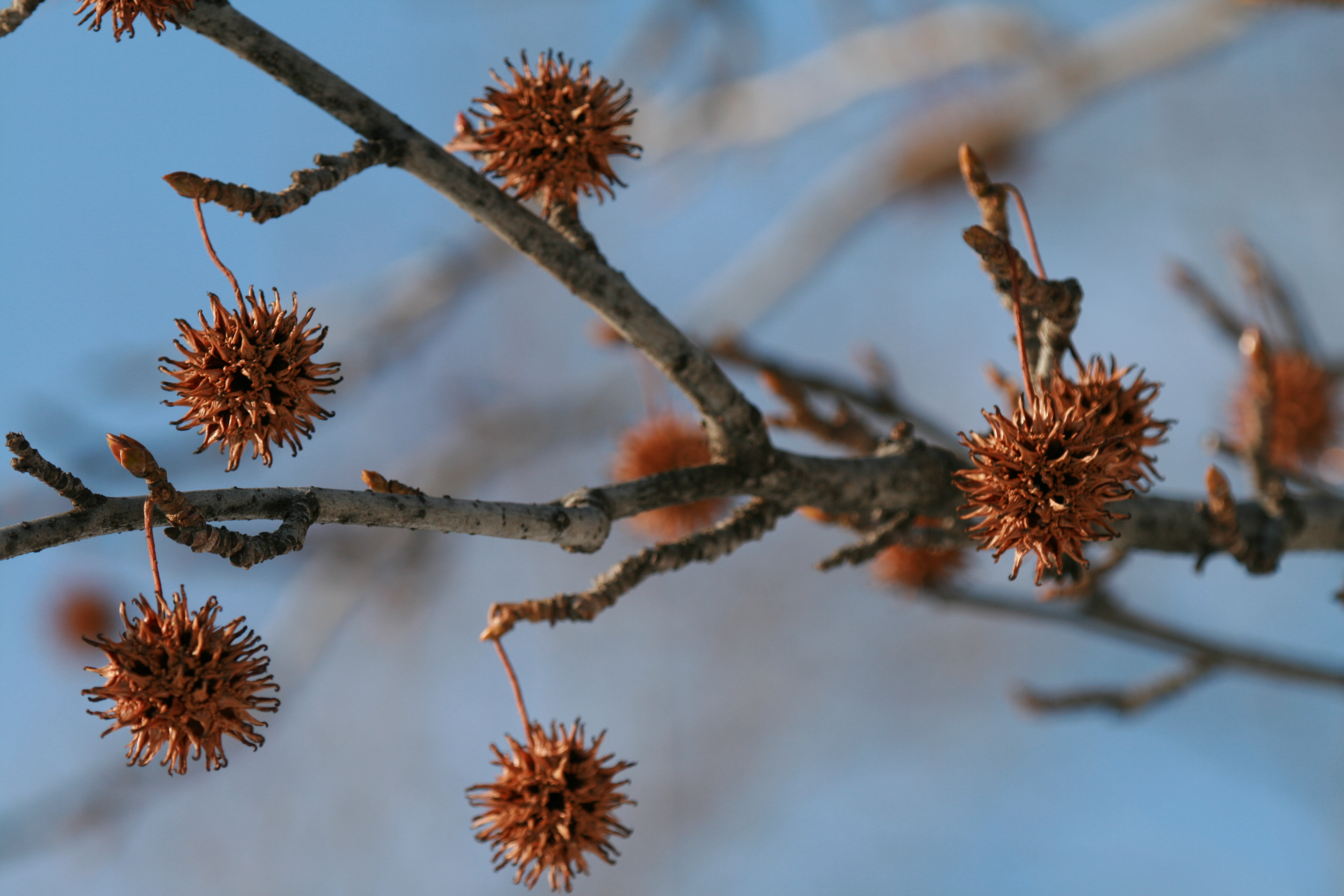

## الأنواع
من أنواعها:
- عنبر دماع أمريكي
- عنبر دماع شرقي
- عنبر دماع فرموزا